# Quinta paralela
Se denomina quinta paralela, en música, al movimiento paralelo de dos voces a distancia de quinta en un pentagrama de una obra musical. 

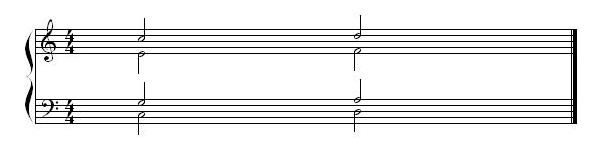
Quinta paralela entre las voces de bajo y tenor.

Se habla de quintas paralelas generalmente en la música coral, por ser en la que más claramente el oyente puede percatarse de su aparición, aunque el fenómeno de quintas paralelas se puede producir en cualquier tipo de agrupación instrumental. 
Al igual que las cuartas paralelas posee una sonoridad muy característica.
Según una regla clásica de contrapunto, las quintas paralelas deben evitarse en la armonización de una melodía. Con esta regla, se pretende promover una primera voz independiente y una buena composición polifónica.

## Historia
Su uso estuvo restringido desde el período barroco hasta el período romántico, o se utilizaba muy acotadamente cuando no había alternativa mejor, utilizándose normalmente procedimientos que suavizaban y ocultaban la quinta paralela. 
Los distintos movimientos musicales posteriores al romanticismo, como el impresionismo musical, los distintos nacionalismos, etc., han utilizado las quintas paralelas como un recurso más, aprovechándose de la fuerte impresión que este tipo de sonoridades producen en el oyente. Otro tanto han realizado los compositores anteriores al barroco como Palestrina, etc., aunque por motivos diferentes, ya que para las épocas en que vivieron estos músicos, no estaban asentadas aún las bases de la armonía clásica.
Los compositores contemporáneos suelen evitar la utilización de quintas paralelas, en la música instrumental, porque actualmente puede considerársela como anticuada, por las reminiscencias que derivarían de su sonoridad de la antigua armonía escolástica. 
Los compositores de música popular también suelen evitar la aparición de quintas paralelas en sus arreglos vocales —aunque también, al igual que los posrománticos, suelen utilizarlas para generar distintos efectos en sus piezas—, pero debido al marcado carácter tradicional de las armonizaciones que se utilizan en este tipo de música.